# Néider Morantes
Néider Morantes, né le 3 août 1975 à Medellín (Colombie) à est un footballeur colombien, qui évolue au poste de milieu de terrain.

## Biographie
Au cours de sa carrière il joue a l'Atlético Nacional, au CF Atlante, au CD Irapuato, à l'Once Caldas, à l'Atlético Bucaramanga, à l'Independiente Medellín, au Deportivo Rionegro, au Barcelona SC et enfin à Envigado. 
Morantes marque quatre buts lors de ses vingt-et-une sélections avec l'équipe de Colombie entre 1997 et 2004. Il participe à la Copa América en 1997, 1999 et 2004 avec la Colombie.

## Carrière
- 1994-2000 : Atlético Nacional
- 2000-2001 : CF Atlante
- 2001-2002 : CD Irapuato
- 2002 : Once Caldas
- 2002-2003 : Atlético Nacional
- 2003 : Atlético Bucaramanga
- 2004 : Independiente Medellín
- 2005 : Deportivo Rionegro
- 2005-2006 : Barcelona SC
- 2006-2007 : Independiente Medellín
- 2008- : Envigado  [2]

## Palmarès

### En équipe nationale
- 21 sélections et 4 buts avec l'équipe de Colombie entre 1997 et 2004.
- Quatrième de la Copa América 2004.
- Quart-de-finaliste de la Copa América en 1997 et 1999.

### Avec l'Atlético Nacional
- Vainqueur du Championnat de Colombie de football en 1994 et 1999.

### Avec l'Independiente Medellín
- Vainqueur du Championnat de Colombie de football en 2004 (Tournoi d'ouverture).